# جاناتان رویز (بازیکن فوتبال، زاده ۱۹۸۲)
جاناتان رویز (انگلیسی: Jonathan Ruiz؛ زادهٔ ۲ آوریل ۱۹۸۲) بازیکن فوتبال اهل اسپانیا است.
از باشگاه‌هایی که در آن بازی کرده‌است می‌توان به باشگاه فوتبال پومفرادینا اشاره کرد.